# 厄舍冰川
厄舍冰川（英語：Usher Glacier），是南極洲的冰川，位於南設得蘭群島的喬治王島北岸，全長7公里，在1960年由英國南極名稱諮詢委員會命名，現時由南極條約體系管理。